# Ban San Kret Thong
Ban San Kret Thong (Thai: บ้านสันเกล็ดทอง) is een plaats in de tambon Pong Ngam in de provincie Chiang Rai. De plaats heeft een oppervlakte van 3 km² en telde in 2009 in totaal 734 inwoners, waarvan 364 mannen en 370 vrouwen. Ban San Kret Thong telde destijds 201 huishoudens.
In de plaats bevindt zich één tempel, de "Wat San Kret Thong".